# Collegio plurinominale Emilia-Romagna - 02 (Senato della Repubblica 2017)
Il collegio elettorale plurinominale Emilia-Romagna - 02 è stato un collegio elettorale plurinominale della Repubblica Italiana per l'elezione del Senato tra il 2017 ed il 2022.

## Territorio
Come previsto dalla legge elettorale italiana del 2017, il collegio era stato definito tramite decreto legislativo all'interno della circoscrizione Emilia-Romagna.
Il collegio comprendeva la zona definita dai quattro collegi uninominali Emilia-Romagna - 05 (Modena), Emilia-Romagna - 06 (Reggio nell'Emilia), Emilia-Romagna - 07 (Parma) e Emilia-Romagna - 08 (Piacenza).

## Dati elettorali

### XVIII legislatura
Come previsto dalla legge elettorale, 193 senatori erano eletti in 33 collegi plurinominali con ripartizione proporzionale a livello regionale tra le coalizioni e le singole liste che avessero superato la soglia di sbarramento stabilita.
Nel collegio venivano eletti 10 senatori.
| Liste          | Liste                                       | Proporzionale | Proporzionale | Proporzionale | Maggioritario | Maggioritario | Maggioritario |  |
| Liste          | Liste                                       | Voti          | %             | Seggi         | Voti          | %             | Seggi         |  |
| -------------- | ------------------------------------------- | ------------- | ------------- | ------------- | ------------- | ------------- | ------------- |  |
|                | Lega                                        | 218 986       | 20,71         | 1             | 371 981       | 35,18         | 2             |  |
|                | Forza Italia                                | 108 598       | 10,27         | 1             | 371 981       | 35,18         | 2             |  |
|                | Fratelli d'Italia                           | 38 099        | 3,60          | –             | 371 981       | 35,18         | 2             |  |
|                | Noi con l'Italia – UDC                      | 6 298         | 0,60          | –             | 371 981       | 35,18         | 2             |  |
|                | Partito Democratico                         | 270 592       | 25,59         | 2             | 313 256       | 29,62         | 2             |  |
|                | +Europa                                     | 29 382        | 2,78          | –             | 313 256       | 29,62         | 2             |  |
|                | Italia Europa Insieme                       | 7 547         | 0,71          | –             | 313 256       | 29,62         | 2             |  |
|                | Civica Popolare                             | 5 735         | 0,54          | –             | 313 256       | 29,62         | 2             |  |
|                | Movimento 5 Stelle                          | 283 278       | 26,79         | 2             | 283 278       | 26,79         | –             |  |
|                | Liberi e Uguali                             | 43 493        | 4,11          | –             | 43 493        | 4,11          | –             |  |
|                | Potere al Popolo!                           | 11 179        | 1,06          | –             | 11 179        | 1,06          | –             |  |
|                | Partito Comunista                           | 9 722         | 0,92          | –             | 9 722         | 0,92          | –             |  |
|                | CasaPound                                   | 7 213         | 0,68          | –             | 7 213         | 0,68          | –             |  |
|                | Il Popolo della Famiglia                    | 6 481         | 0,61          | –             | 6 481         | 0,61          | –             |  |
|                | Italia agli Italiani (FN - MSFT)            | 5 107         | 0,48          | –             | 5 107         | 0,48          | –             |  |
|                | Destre Unite                                | 2 176         | 0,21          | –             | 2 176         | 0,21          | –             |  |
|                | Per una Sinistra Rivoluzionaria (PCL - SCR) | 2 007         | 0,19          | –             | 2 007         | 0,19          | –             |  |
|                | Partito Repubblicano Italiano – ALA         | 1 521         | 0,14          | –             | 1 521         | 0,14          | –             |  |
| Totale         | Totale                                      | 1 057 414     | 100           | 6             | 1 057 414     | 100           | 4             |  |
|                |                                             |               |               |               |               |               |               |  |
| Schede bianche | Schede bianche                              | 12 144        | 1,12          |               |               |               |               |  |
| Schede nulle   | Schede nulle                                | 18 422        | 1,69          |               |               |               |               |  |
| Votanti        | Votanti                                     | 1 087 980     | 77,90         |               |               |               |               |  |
| Elettori       | Elettori                                    | 1 396 604     |               |               |               |               |               |  |

## Eletti

### Eletti maggioritario
Eletti nella coalizione di centro-destra (Lega - FI - FdI - NcI-UDC)
     Eletti nella coalizione di centro-sinistra (PD - +EUR - CP - Insieme)
| Collegio uninominale | Eletto | Eletto            | Partito |
| -------------------- | ------ | ----------------- | ------- |
| 5. Modena            |        | Edoardo Patriarca | PD      |
| 5. Modena            |        | Stefano Corti     | Lega    |
| 6. Reggio Emilia     |        | Vanna Iori        | PD      |
| 7. Parma             |        | Maria Saponara    | Lega    |
| 8. Piacenza          |        | Pietro Pisani     | Lega    |

1. ↑  Elezione annullata in data 31.07.2019 in seguito al riconteggio delle schede. Fuori Patriarca, in Emilia il Pd perde un senatore
2. ↑  Sostituisce il 31.07.2019 Edoardo Patriarca.

### Eletti proporzionale
| Movimento 5 Stelle                   | Partito Democratico            | Lega         | Forza Italia |
| ------------------------------------ | ------------------------------ | ------------ | ------------ |
|                                      |                                |              |              |
| Gabriele Lanzi Maria Laura Mantovani | Matteo Richetti Paola Boldrini | Armando Siri | Enrico Aimi  |

1. ↑  In data 11.09.2019 aderisce al gruppo misto, non iscritti; in data 18.11.2020 alla componente «+Europa - Azione».